# Першина, Ирина Владимировна
Ирина Владимировна Пе́ршина (род. 13 сентября 1978 года, Кропоткин, Краснодарский край) — российская спортсменка, заслуженный мастер спорта по синхронному плаванию. Чемпионка летних Олимпийских игр в Сиднее в 2000 году (группа).

## Биография
Окончила Российский государственный университет физической культуры.
Выступала за Московское городское физкультурно-спортивное объединение (МГФСО) и СДЮШОР «Юность Москвы». В сборной России с 1997 года. Тренеры — М. Максимова, О. Бурдынюк.
Живёт в Москве с дочерью Полиной и гражданским мужем. Хобби — книги, прогулки.

## Достижения
В 1999 году на чемпионате Европы, Кубке мира заняла 1 место в групповых упражнениях.
В 2000 году на чемпионате Европы заняла 1 место в групповых упражнениях.
29 сентября 2000 года на Олимпиаде в Сиднее (Австралия) завоевала золотую медаль в соревнованиях по синхронному плаванию в групповых упражнениях.